# 朝鮮名偵探：高山烏頭花的秘密
《朝鮮名偵探：高山烏頭花的秘密》（韓語：조선명탐정: 각시투구꽃의 비밀），是一部2011年上映的韓國電影。改編自金琸桓的小說《烈女門的秘密》，講述一個發生在古代的懸疑偵破故事。

## 劇情介紹
朝鮮王朝正祖16年（公元1792年）間，名偵探金鎮接獲國王密令，與曾經協助他脫離困境的販狗商人西弼對疑點重重的懸案展開調查。在這過程中，遇見一個妖豔詭異的女人——朝鮮最大商團主人漢客主，隨著她的出現，不為人知的陰謀也漸漸被揭開......

## 演員陣容
- 金明民 飾 名偵探金鎮
- 吳達庶 飾 狗販西弼
- 韓志旼 飾 漢客主
- 李在勇
- 宇賢
- 南成鎮 飾 朝鮮正祖
- 金太勳 飾  林吉善
- 藝秀晶
- 崔茂聖
- 鄭仁基
- 金永勳

## 反響
於新春期間上檔，觀影人數逾470萬人次，登上了韓國電影票房排行榜冠軍，同時獲安排在美國放映，兩周後成功打入國際電影票房十大之內。

## 外部連結
- NAVER電影 （页面存档备份，存于）
- KBS WORLD影像檔案[永久]（中文）